# Pieter Saenredam

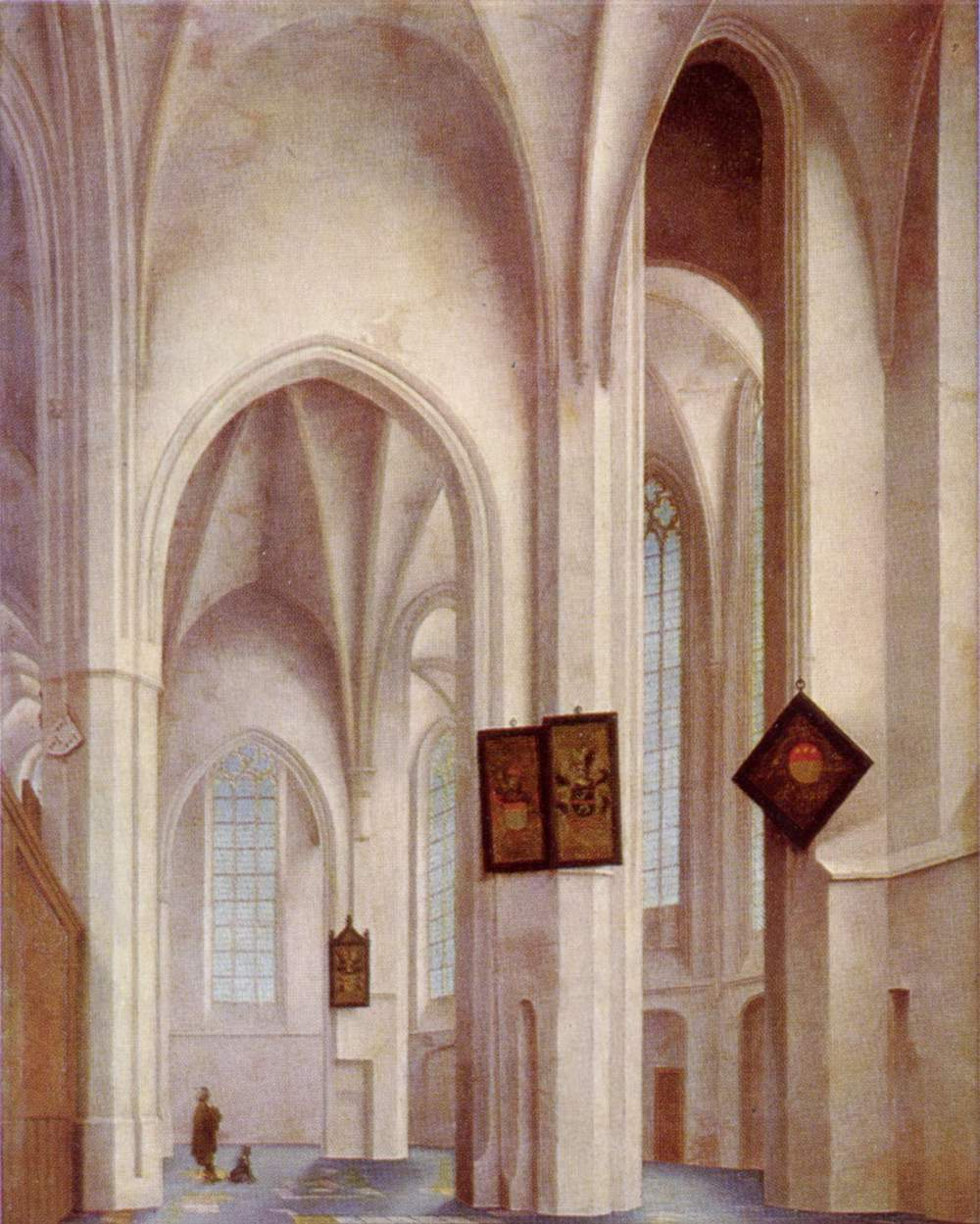
Jacobskyrkan i Utrecht.

Pieter Janszoon Saenredam, född den 9 juni 1597 i Assendelft, död den 31 maj 1665 i Haarlem, var en nederländsk arkitekturmålare, särskilt känd för sina kyrkointeriörer.
Saenredam lärde hos sin far, kopparstickaren Jan Pietersz. Saenredam och var även elev till Frans Pietersz. de Grebber. Han målade huvudsakligen kyrkointeriörer, i synnerhet från Haarlem, Utrecht, Alkmaar och 's-Hertogenbosch, och han var den tidigaste av de nederländska målare som gjorde detta till sin specialitet. De flesta av hans målningar återger interiörer från den stora Sint Bavokerk i Haarlem.
I hans målningar spelar perspektivets linjer en huvudroll och han vinnlade sig om en noggrann återgivning av arkitektoniska detaljer. Han använde sig av ljusa nyanser av brunt, rött och grått och målningarna inger en känsla av stillhet och genomskinlighet. Man kan jämföra dem med den yngre kollegan Emanuel de Wittes kyrkointeriörer som har ett tydligt och hos Saenredam saknat spel mellan mörka och ljusa partier och en rikare färgbehandling. Hos de Witte är tavlorna fyllda med människor, medan människorna hos Saenredam aldrig är mer än miniatyrfigurer avsedda att tydliggöra arkitekturens större skala.
Hans många teckningar har, inte minst genom hans på dem nedskrivna, utförliga anteckningar, stort arkitekturhistoriskt värde. Saenredams arbeten finns i många internationella samlingar, talrikast i Amsterdams Rijksmuseum.